# (39567) 1992 ST2
(39567) 1992 ST2 es un asteroide perteneciente al cinturón de asteroides, descubierto el 22 de septiembre de 1992 por Eleanor F. Helin desde el Observatorio del Monte Palomar, Estados Unidos.

## Designación y nombre
Designado provisionalmente como 1992 ST2.

## Características orbitales
1992 ST2 está situado a una distancia media del Sol de 2,363 ua, pudiendo alejarse hasta 2,678 ua y acercarse hasta 2,048 ua. Su excentricidad es 0,133 y la inclinación orbital 24,260 grados. Emplea 1326,59 días en completar una órbita alrededor del Sol.

## Características físicas
La magnitud absoluta de 1992 ST2 es 14,55. Tiene 7,882 km de diámetro y su albedo se estima en 0,080.